# Gornji Kozji Dol
Gornji Kozji Dol (izvirno srbsko Горњи Козји Дол) je naselje v Srbiji, ki upravno spada pod Občino Trgovište; slednja pa je del Pčinjskega upravnega okraja.

## Demografija
V naselju živi 82 polnoletnih prebivalcev, pri čemer je njihova povprečna starost 43,1 let (42,4 pri moških in 43,9 pri ženskah). Naselje ima 36 gospodinjstev, pri čemer je povprečno število članov na gospodinjstvo 2,81.
To naselje je popolnoma srbsko (glede na rezultate popisa iz leta 2002), a v času zadnjih treh popisov je opazno zmanjšanje števila prebivalcev.
|  |

| Demografija | Demografija     | Demografija     |
| Leto        | Št. prebivalcev | Št. prebivalcev |
| ----------- | --------------- | --------------- |
|             |                 |                 |
|             |                 |                 |
|             |                 |                 |
|             |                 |                 |
| 1948        | 334             |                 |
| 1953        | 346             |                 |
| 1961        | 331             |                 |
| 1971        | 235             |                 |
| 1981        | 178             |                 |
| 1991        | 119             | 119             |
| 2002        | 102             | 101             |
|             |                 |                 |

| Etnična sestava po popisu iz leta 2002 | Etnična sestava po popisu iz leta 2002 | Etnična sestava po popisu iz leta 2002 | Etnična sestava po popisu iz leta 2002 | Etnična sestava po popisu iz leta 2002 |
| -------------------------------------- | -------------------------------------- | -------------------------------------- | -------------------------------------- | -------------------------------------- |
| Srbi                                   | Srbi                                   |                                        | 101                                    | 100,0%                                 |
| Neznano                                | Neznano                                |                                        | 0                                      | 0,0%                                   |